# The Sims 4: Spa Day
The Sims 4: Spa Day — другий ігровий пакет для комп'ютерної гри жанру стратегічного симулятору життя The Sims 4. Доповнення вийшло 14 липня 2015. Вводить спа-салони, де сіми можуть прийти на масаж, прийняти грязьову ванну, позайматися йогою та багато іншого. Гравці мають змогу збудувати свої власні спа-центри. Пакет доступний лише при цифровому завантаженню.

## Нововведення
- Нові ігрові функції/взаємодії: спа-центри, покращення потреб від медитації, телепортація, акваріуми, Incense, радіо-станція Нью-ейдж
- Нові навички: Добробут
- Новий геймплей: медитація, йога, класи йоги, масаж, грязьові ванни, сауна, смерть у сауні, секс у сауні

## Рецензії
| Агрегатор    | Оцінка |
| ------------ | ------ |
| GameRankings | 77.5%  |
| Metacritic   | 7.5    |